# Сербский (посёлок)
Се́рбский — исчезнувший посёлок в Чебулинском районе Кемеровской области.  Точная дата упразднения не установлена.

## География
Посёлок располагался в 12 км к юго-западу от села Ивановка на ручье Сухой Тыштым. Близлежащие населенные пункты: на юго-востоке посёлок Французский, на северо-западе посёлок Славянский.

## История
Основан в 1915 г. В 1926 году состоял из 38 хозяйств. Входил в состав Тыштымского сельсовета Верх-Чебулинского района Томского округа Сибирского края.

## Население
По переписи 1926 г. в посёлке проживало 188 человек (90 мужчин и 98 женщин), основное население — русские.